# Sceliphron curvatum
Sceliphron curvatum — оса из семейства Sphecidae, прежде распространённая в Азии, но при помощи человека расселившаяся по Европе и Южной Америке.

## Внешний вид
Длина 15—23 мм (наименьшая в роде Sceliphron). Тело чёрное с неширокими жёлтыми полосками. Ноги большей частью красные.

### Определительные признаки
Стебелёк брюшка чёрный, явственно изогнутый, не сжатый к вершине. Первый тергит не вздут. Скутум матовый, грубо морщинистый. Коготки передних ног простые. Наличник с небольшим жёлтым пятном и без боковых вырезок.

## Распространение
Первоначально этот вид был распространён в Азии, от Индии и Непала до Казахстана и Таджикистана. В 1979 году он был завезён в Австрию и начал быстро расселяться по Европе. В 1999 году осы были обнаружены в Украине, в 2007 году — в России, в 2014 — в Беларуси. В настоящее время встречается в более чем 20 европейских странах. Поскольку эти осы любят селиться в помещениях, считается, что расселение происходит при помощи человека. Также завезён в Южную Америку.

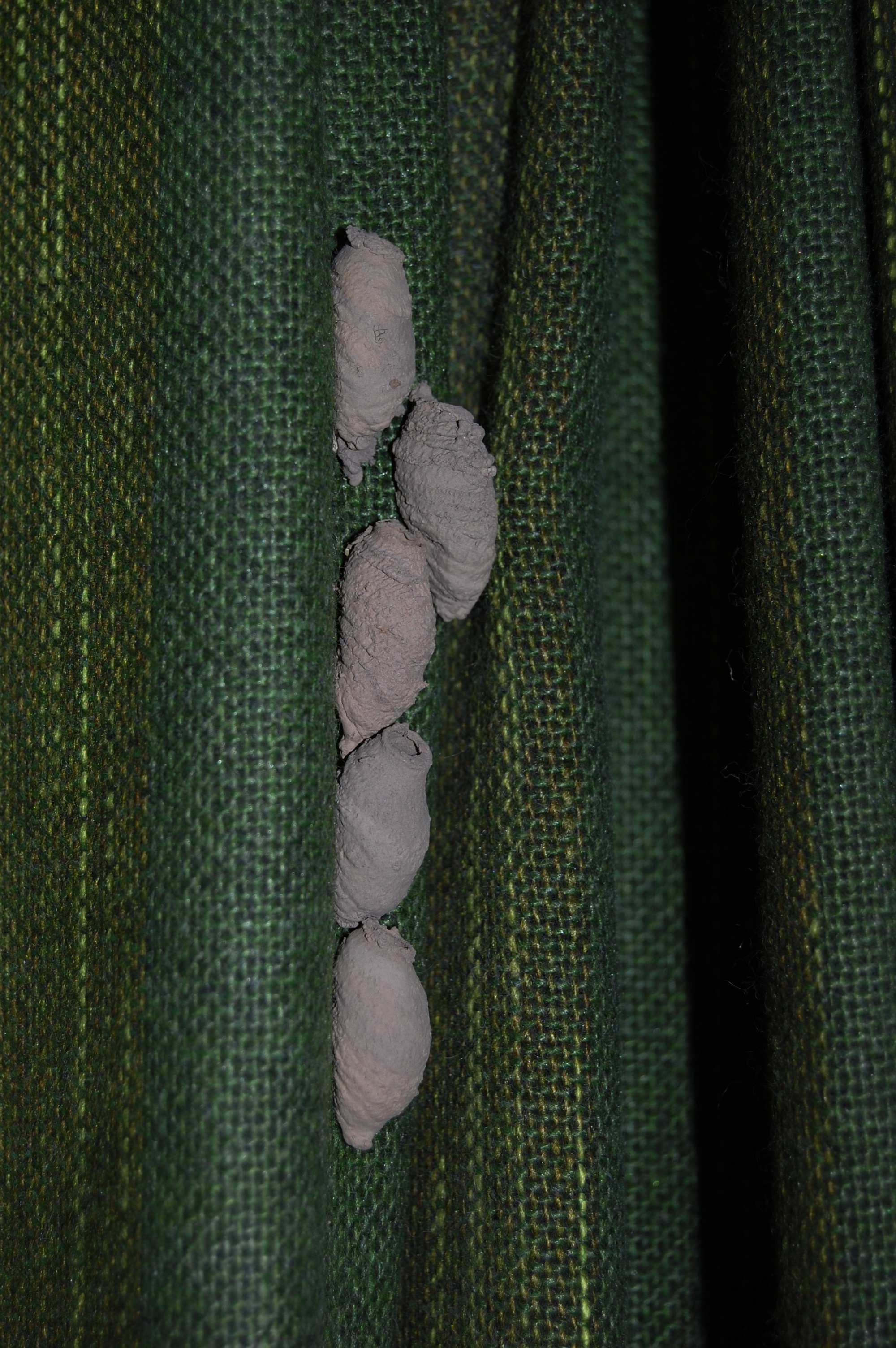
Кувшинчики на занавеске

## Биология
Осы строят гнёзда из грязи, которая, высыхая, превращается в довольно прочный материал. Постройка в виде вытянутых кувшинчиков, которые располагаются группами по нескольку штук на стенах зданий, или же внутри помещений на разных предметах (мебели, коробках, книгах и т. д.). Внутрь кувшинчика помещаются парализованные пауки, которые служат пищей для личинки.